# Lily Woodham
Lily Woodham, född den 3 september 2000, är en walesisk fotbollsspelare.
Lily Woodham inledde sin seniorkarriär med spel i Bristol City år 2017. Hon har även spelat för Reading FC innan hon 2024 värvades av Seattle Reign FC varifrån hon lånades ut till Crystal Palace. Hon har även representerat det walesiska damlandslaget där hon debuterade år 2020.